# Kanton Vézelise
Vézelise is een voormalig kanton van het Franse departement Meurthe-et-Moselle. Het kanton maakte deel uit van het arrondissement Nancy. Op 22 maart 2015 is het kanton opgeheven en zijn de gemeenten Frolois en Pulligny overgeheveld naar het kanton Neuves-Maisons. De overige gemeenten werden ingedeeld bij het op die dag opgerichte kanton Meine au Saintois.

## Gemeenten
Het kanton Vézelise omvatte de volgende gemeenten:
- Autrey
- Chaouilley
- Clérey-sur-Brenon
- Dommarie-Eulmont
- Étreval
- Forcelles-Saint-Gorgon
- Forcelles-sous-Gugney
- Fraisnes-en-Saintois
- Frolois
- Goviller
- Gugney
- Hammeville
- Houdelmont
- Houdreville
- Lalœuf
- Marthemont
- Ognéville
- Omelmont
- Parey-Saint-Césaire
- Pierreville
- Praye
- Pulligny
- Quevilloncourt
- Saxon-Sion
- Thélod
- They-sous-Vaudemont
- Thorey-Lyautey
- Vaudémont
- Vézelise (hoofdplaats)
- Viterne
- Vitrey
- Vroncourt
- Xeuilley